# USCGC Taney (WHEC-37)
L' USCGC Taney (WHEC-37) était un grand navire de guerre de classe Treasury (Secretary-class) de l' United States Coast Guard. Mis en service le 24 octobre 1936, il porte le nom de Roger Brooke Taney, homme politique et avocat américain, secrétaire au Trésor (1836-1864).
Le Taney était connu pour être le dernier navire en service actif depuis la fin des années 1960 à avoir survécu à l'attaque de Pearl Harbor en 1941.
Après sa mise hors service le 7 décembre 1986, le Taney est devenu un navire-musée dans le port de Baltimore, dans le Maryland. Il est classé au Registre national des lieux historiques depuis 7 juin 1988 et a été déclaré National Historic Landmark à cette même date .